# Rosane Ferreira
Cleusa Rosane Ribas Ferreira mais conhecida como Rosane Ferreira (Clevelândia, Paraná, 31 de julho de 1963) é uma enfermeira e política brasileira. Foi deputada federal e presidente do Partido Verde do Paraná.

## Vida pessoal e formação acadêmica
Nascida em Clevelândia, com seis meses de idade mudou-se com a mãe, Virginia Martins Ribas, para a cidade de União da Vitória. Quando tinha 19 anos, Rosane passou a residir no município de Araucária, na Região Metropolitana de Curitiba, para cursar faculdade. Sua casa em União da Vitória havia sido destruída por uma das maiores enchentes da história do Paraná.[carece de fontes?] É casada com o médico Cid Cleiton Ferreira, com quem tem dois filhos.
Formou-se em Enfermagem e Obstetrícia pela Pontifícia Universidade Católica do Paraná (PUCPR), turma de 1988. Em 1997 fez especialização em Saúde Pública, na Fundação Oswaldo Cruz, no Rio de Janeiro, e aperfeiçoamento em Saúde Coletiva na Universidade Federal do Paraná (UFPR), em 2004. Realizou cursos de aperfeiçoamento em Planejamento em Saúde, na Universidade Federal de Santa Catarina (UFSC) e em enfermagem do aparelho locomotor, no Hospital Sara Kubitschek, em Brasília. Em 2012 concluiu o curso de Liderança Executiva em Desenvolvimento da Primeira Infância, na Harvard University, em Cambridge, nos Estados Unidos.

## Carreira profissional
Em 1983 iniciou suas atividades profissionais no município de Araucária, atuando como enfermeira do programa Saúde da Família, na coordenação dos Centros de Saúde, na supervisão da Rede de Unidades de Saúde e como diretora dos Departamentos de Assistência a Saúde e Saneamento e Vigilância Sanitária. É funcionária efetiva concursada na prefeitura municipal de Araucária.
Também desenvolveu atividades docentes como instrutora dos cursos de atendente e auxiliar de enfermagem e capacitação de agentes comunitários de saúde. Auxiliou na implantação da Pastoral da Criança no município, foi membro da Pastoral Operária e Familiar e Presidente do Conselho Municipal de Saúde nos anos de 2004 e 2005.

## Carreira política
Iniciou na vida política no final da década de 1990, quando ingressou no Partido Verde. Foi vice-presidente do partido em Araucária.
Tentou uma vaga na Câmara de Vereadores de Araucária nas eleições de 2000; conseguiu a 14ª colocação no geral (17 foram eleitos), mas não se elegeu por que a coligação PV/PT não atingiu o quociente eleitoral. Foi a mais votada da coligação, obtendo 781 votos.
Nas eleições de 2004 concorreu a prefeitura de Araucária, em coligação formada pelo PV e PPS ficando em segundo lugar, com 12.344 votos. 
Nas eleições de 2006 foi eleita deputada estadual. Nas eleições de 2008 concorreu novamente ao cargo de prefeita de Araucária, somando 9.246 votos, na coligação PV/PRB/DEM. Nas eleições de 2010 foi eleita deputada federal. Nas eleições de 2014 foi candidata a vice-governadora na chapa formada com Roberto Requião. Nas eleições de 2018 Rosane não foi lançada candidata, tendo apoiado a eleição de seu marido para deputado estadual, entretanto, o mesmo não foi eleito.

### Deputada Estadual
Em 2006, Rosane concorreu ao cargo de Deputada Estadual, sendo a mais votada do partido. Assumiu em 2007 como a primeira deputada eleita pelo PV do Paraná, com 18.844 votos.
Como parlamentar foi autora ou co-autora de várias leis, entre elas a que garante meia-entrada para professores em eventos culturais e de lazer; da Lei que cria o programa de incentivo a implantação de Aquecedores Solares de Água; da Lei que dá destino adequado ao lixo Eletrônico; da Lei que cria o programa de Conservação e Uso Racional da Água nas Edificações Públicas do Paraná; da lei de proteção as microbacias; da Lei da Transparência; da Lei que estabelece o Dia do Cerco da Lapa; dentre outras.
Enquanto Deputada Estadual, foi Presidente da Comissão de Defesa dos Direitos da Mulher e da Criança, vice-presidente da Comissão de Ecologia e Meio Ambiente e membro das comissões de Saúde Pública e de Assuntos Metropolitanos, da Assembleia Legislativa.

### Deputada Federal

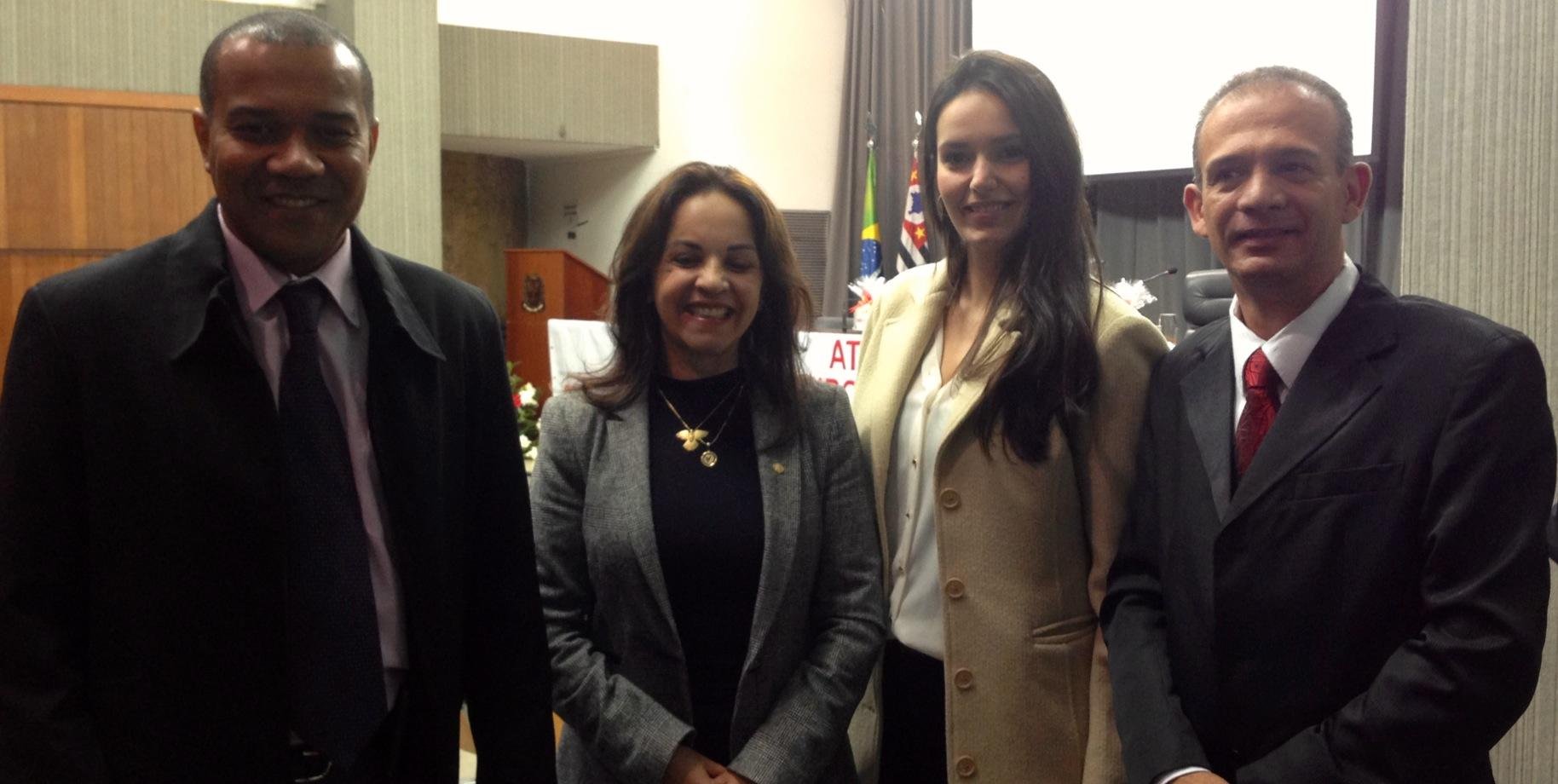
Em 27 de maio de 2013, Rosane Ferreira recebeu uma homenagem do Sindicato dos Enfermeiros do Estado de São Paulo.

Nas eleições de outubro de 2010 foi eleita Deputada Federal pelo estado do Paraná com o menor investimento dentre as campanhas vencedoras e votos em 319 municípios paranaenses. Com o feito, tornou-se a primeira Deputada Federal do Partido Verde do Paraná e primeira mulher da bancada do partido em Brasília.
Em 2011, tornou-se presidente do Partido Verde do Paraná, por decisão da Executiva Nacional. Em 2011 foi apontada pelo jornal Gazeta do Povo como a parlamentar paranaense com maior frequência na Câmara Federal.

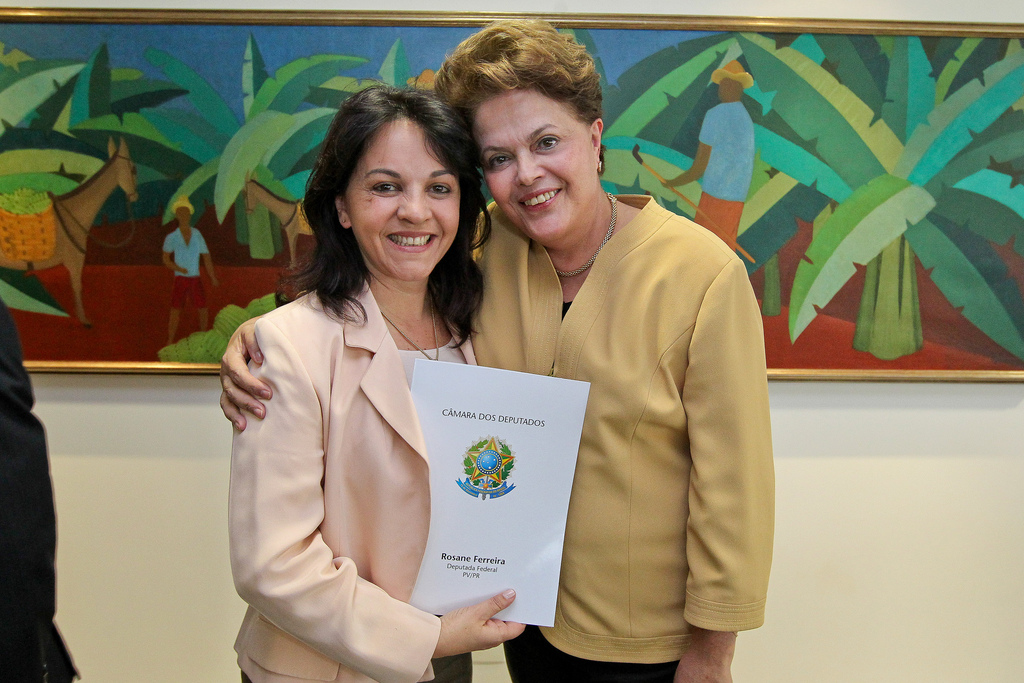
Rosane Ferreira entrega solicitação de apoio às 30 Horas para Enfermagem à Dilma Rousseff

#### Coordenação da Bancada Feminina da Câmara Federal
Em 2013, com a aprovação da Resolução 31/2013 pela Câmara dos Deputados, Rosane é eleita 1ª Coordenadora-adjunta da Bancada Feminina da Câmara dos Deputados e, consequentemente, da Coordenadoria dos Direitos da Mulher. Em sua gestão, participou da aprovação da Minirreforma Eleitoral, com incentivos à participação da mulher na política por meio de campanhas publicitárias realizadas pelo Tribunal Superior Eleitoral (TSE) e também incluiu no Marco Civil da Internet a penalização para usuários de internet que publicarem imagens coletadas em ambiente íntimo, seja do homem ou da mulher.

### Eleições de 2014
Em 21 de junho de 2014 o Partido Verde lançou Rosane Ferreira como candidata ao governo do Paraná. A convenção estadual realizada na Sociedade Garibaldi, no Largo da Ordem de Curitiba, contou com a presença de Eduardo Jorge, candidato à Presidência da República.
O PMDB, representado, entre outros, pelo deputado federal João Arruda, participou da convenção e posteriormente convidou o PV a integrar a chapa do PMDB. Após discussões internas, o PV acabou decidindo apoiar a candidatura de Roberto Requião ao governo do estado, sendo decidido o nome de Rosane, como a candidata a vice na chapa. A eleição foi favorável à Beto Richa, que foi reeleito ainda no primeiro turno.

### Eleições de 2020
Nas eleições municipais de 2020, Rosane Ferreira foi candidata a vereadora de Araucária, sendo eleita com 1.244 votos. Tomou posse na Câmara Municipal em janeiro de 2021, sendo a única mulher vereadora dessa gestão. Renunciou ao mandato em 29 de junho do mesmo ano. Eu seu lugar assumiu o primeiro suplente Fábio Pavoni.

### Candidata ao Senado
Nas eleições gerais de 2022, Rosane Ferreira foi escolhida como candidata ao Senado Federal pela Federação Brasil da Esperança, formada pelo PV, Partido dos Trabalhadores e PCdoB, na chapa que tem Roberto Requião (PT) como candidato ao governo do Estado. Rosane concorreu ao lado de Elza Campos (PCdoB) e Professora Marlei (PT), primeira e segunda suplente, respectivamente. O trio, a partir do mote de campanha "Mulheres no Senado", prometeu um mandato coletivo em Brasília. Rosane não foi eleita, obtendo 475.597 votos, ou 8,16% dos votos válidos.